# Abu-l-Hàssan Alí al-Husrí
Abu-l-Hàssan Alí ibn Abd-al-Ghaní al-Fihrí al-Husrí, més conegut senzillament com a Abu-l-Hàssan Alí al-Husrí o Abu-l-Hàssan al-Husrí (1029-1095) fou un poeta àrab de l'Ifríqiya, cec, nascut a Kairuan vers 1029. Va sortir d'Ifríqiya per causa dels hilalians vers 1058 i se'n va anar a Ceuta; va visitar l'Àndalus vers 1070 i va estar a Sevilla convidat pel rei fins a 1075 i després va estar a Màlaga, Dénia, València, Almeria i Múrcia fins que es va establir a Tànger.
Va deixar diverses obres poètiques.